# Інес де ля Фрессанж
Інес де ла Летиція Еглантін Ізабель де Сейнард де ла Фрессанж (фр. Inès Marie Lætitia Églantine Isabelle de Seignard de La Fressange; нар. 11 серпня 1957 року, Гассен, Вар, Франція) — французька супермодель, модельєрка та журналістка.

## Біографія
Народилася 11 серпня 1957 року в Гассені, на півдні Франції в аристократичній сім'ї. Батько — французький біржовий маклер, мати — модель. Її бабусею була мадам Симона Жакіно, спадкоємиця банку «Lazard».
Кар'єру моделі розпочала у 17 років, а у 18 вже з'явилася на обкладинці французького журналу Elle. У цьому ж році співпрацює з французьким кутюр'є Тьєррі Мюглер. Карл Лагерфельд, побачивши Інес, відзначив її схожість з Коко Шанель. У 1980 році Інес де ля Фрессанж першою з моделей уклала ексклюзивний контракт з будинком високої моди «Chanel». Протягом 6 років була обличчям модного дому. В 1989 року через конфлікт з Карлом Лагерфельдом контракт був розірваний у судовому порядку. За чутками, джерелом конфлікту стало небажання Лагерфельда працювати з образом Маріанни, символу Франції, для якого було обрано де ля Фрессанж. Лагерфельд заявляв, що «Маріанна це втілення всього нудного, буржуазного і провініального».
У 1990 році Інес де ля Фрессанж одружилася з італійським арт-дилером Луїджі д'Урсо. Народила двох дочок. Чоловік помер 23 березня 2006-го від серцевого нападу.
У 1991 році де ля Фрессанж створила бренд «Inès de la Fressange SA» та відкрила магазин з продажу предметів розкоші, готового одягу та парфумерії в партнерстві з групою Louis Vuitton.
Наприкінці 1999 року її звільнили з власної компанії, оскільки вона не була головною акціонеркою марки. Де ля Фрессанж намагалася повернути права на використання свого імені й зображення через суд, але 5 років судових розглядів не увінчалися успіхом.
У 2002 році Інес де ля Фрессанж спільно з журналісткою Маріанною Мересс опублікувала свою автобіографію. Незабаром стала художньою керівницею і генеральною директором відомої марки взуття Roger Vivier Couture.
Зараз веде співпрацю з Асоціацією будинків Africa2 і є спонсоркою Асоціації кардіохірургії, яка дає хворим дітям із бідних країн змогу зробити операцію на серці.